# ديف هارولد
ديف هارولد (بالإنجليزية: Dave Harold)‏ هو لاعب سنوكر بريطاني، ولد في 9 ديسمبر 1966 في ستوك أون ترينت في المملكة المتحدة.

## روابط خارجية
- ديف هارولد على موقع CueTracker.net (الإنجليزية)